# Баратаев, Семён Михайлович
Князь Семён Михайлович Баратаев (1745—1798) — генерал-майор, Казанский генерал-губернатор.

## Биография
Происходил из грузинских князей, сын надворного советника Михаила (Мелхиседека) Баратаева, родился в 1745 году. Его братья: Пётр (1734—1789), Иван (1739 — после 1800), Андрей (?—1774). Известный археолог и нумизмат М. П. Баратаев приходился Семёну Михайловичу племянником.
В военную службу был записан в 1753 году в артиллерию, в действительной службе с 1759 года.
С 1784 года служил в артиллерийском полку подполковником и 26 ноября 1785 года был награждён орденом Св. Георгия 4-й степени (№ 419 по кавалерскому списку Григоровича — Степанова). В 1787 году был произведён в полковники.
В 1786—1787 годах руководил строительством Казанского порохового завода.

С 1789 года служил в 1-м фузилерном полку Екатеринославской армии, принимал участие в русско-турецкой войне, за отличие был произведён в генерал-майоры и 14 апреля награждён орденом Св. Георгия 3-й степени (№ 64 по кавалерским спискам):
Во уважении на усердную службу и отличную храбрость, оказанную им при взятии приступом города и крепости Очакова, находясь командиром во все время осады на передовой батарее.
В том же года С. М. Баратаев был назначен Казанским генерал-губернатором и правителем Казанского наместничества. В 1797 году вышел в отставку и скончался 30 декабря 1798 года. Среди прочих наград он имел орден Св. Владимира 2-й степени.

## Семья
Был женат на Анне Александровне Родионовой (1761—1830). Их дети:
- Елена, была замужем за Б. А. Мансуровым
- Дарья (ок. 1790 — после 1843)
- Прасковья (1792—?)
- Наталья (1793—?)
- Александра (1795—17.02.1865), была женой М. Н. Мусина-Пушкина
- Варвара (1796—?)

## Награды
- Орден Святого Георгия 4-й ст. (1785)
- Орден Святого Георгия 3-й ст. (1789)
- Орден Святого Владимира 2-й ст.